# Neraquès
El Neraquès o Labrit, (en occità: Neraqués o Labrit; en francès: Néracais o Pays du Cœur d'Albret) és un parçan o comarca d'Occitània situat a la Gascunya. La seva vil·la principal és Nerac.
Segons la proposta de divisió territorial d'Occitània del diari Jornalet, basada en l'obra de Frederic Zégierman Le Guide des pays de France, El Neraquès estaria ubicat a la regió de la Gascunya, subregió de Landes i Labrit.
El Neraquès es correspon amb el centre de de l'antiga jurisdicció feudal gascona de la senyoria d'Albret, i que abastava més terres. A la vila de Nerac és on s'instal·là al segle XI la famosa nissaga que van enllaçar amb la casa de Navarra i van esdevenir amb Enric (IV) reis de França, al s. XVI.
Així, el Neraquès o Labrit (stricto sensu), no s'ha de confondre amb la regió natural de les Landes de Labrit (al parçan de la Landa Gran), on està ubicada la comuna de Labrit, la qual fou el bressol original de la nissaga Labrit o Albret.
Oficialment, les comunes del Neraquès estan adscrites administrativament al departament francès d'Òlt i Garona (centre-oest), a la regió administrativa de la Nova Aquitània.